# Pavillon des Klopstockhauses

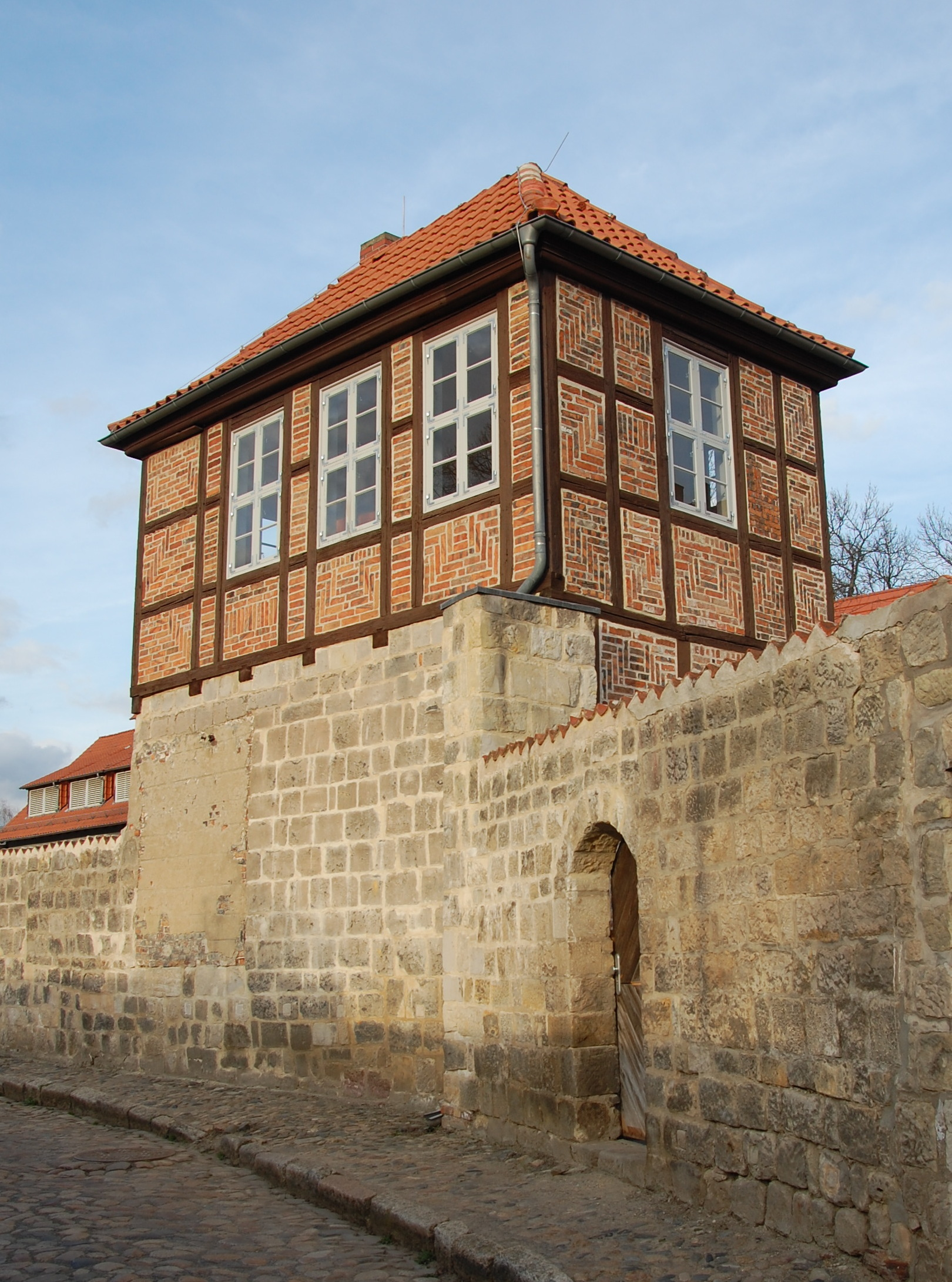
Pavillon des Klopstockhauses

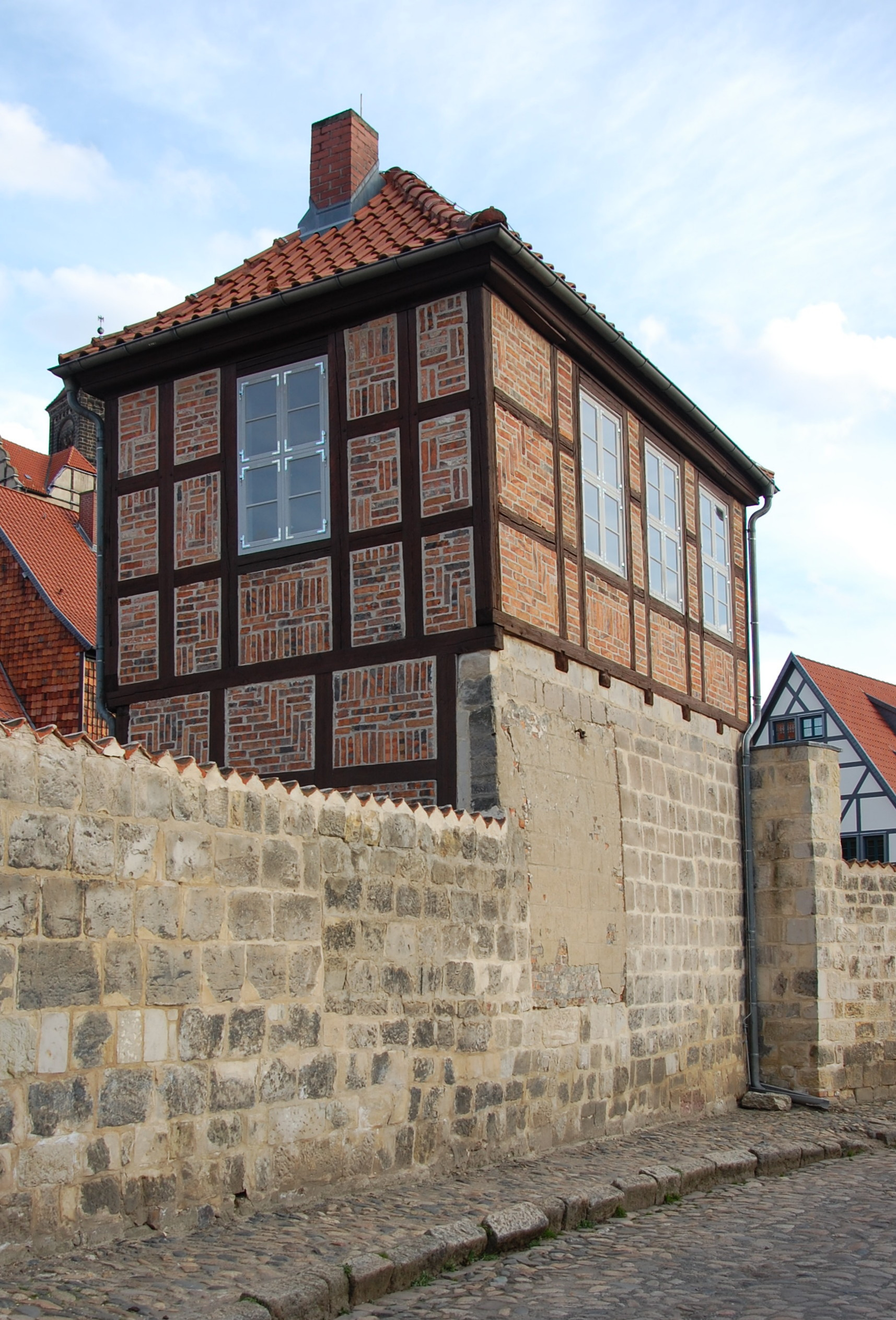
Blick von Nordwesten

Der Pavillon des Klopstockhauses, auch Klopstockgartenhaus, ist ein Gebäude in der Stadt Quedlinburg in Sachsen-Anhalt.

## Lage
Der Pavillon befindet sich am Schlossberg, südlich der Quedlinburger Altstadt am westlichen Ende des zum Klopstockhaus gehörenden Gartens. Der zum UNESCO-Weltkulturerbe gehörende Pavillon erhebt sich über der direkt westlich an ihm vorbeilaufenden Schenkgasse. Im Denkmalverzeichnis des Landes Sachsen-Anhalt war es als Gartenhaus eingetragen.

## Architektur und Geschichte
Der Pavillon wurde in der Zeit um 1780 auf die Westmauer des Gartens des Klopstockhauses gesetzt und erhebt sich in der Art eines Turms über der Schenkgasse. Er ist als zweigeschossiger Fachwerkbau ausgeführt und steht in seiner Gestaltung in der Tradition von Garten- bzw. Weinberghäuschen.
1965 wurde das Gartenhaus renoviert und an das Klopstockmuseum übergeben. Im Jahr 2024 wurde das Gartenhaus aus „redaktionellen Gründen“ aus dem Denkmalverzeichnis gestrichen.